# De ti store bygninger
De ti store bygninger (kinesisk: 十大建筑; pinyin: shí dà jiànzhú) er ti bygninger, som blev bygget i Beijing i 1959 i anledning af tiårsjubilæet for proklamationen af Folkerepublikken Kina. De var del af et arkitektur- og byplanlægningsinitiativ knyttet til den nationale ideologiske og økonomiske kampagne, som gik under navnet Det store spring fremad. De fleste at bygningerne blev stort set færdige i løbet af ti måneder, tidsnok for selve jubilæumsdagen den 1. oktober 1959.
Udover at opføre disse ti bygninger blev der også foretaget en stor udvidelse af Den Himmelske Freds Plads, og man lod flere kunstkommissioner stå for at udsmykke de fleste af bygningerne inden jubilæet. To efterfølgende kunstneriske kampagner for disse bygninger blev foretaget i 1961 og 1964-1965. Bygningernes arkitektur var en blanding af tre retninger: modernismen efter international stil, den socialistiske realisme efter stalinistisk stil og en form for historisme, som var baseret på traditionel kinesisk arkitektur.
Bygningerne var tegnet af medlemmer af Beijings institut for arkitektonisk design, i samarbejde med Beijings planlægningskontor og Konstruktionsministeriet.

## Bygningerne
De ti bygninger er:
- Folkets Store Hal: Langs vestsiden af Den Himmelske Freds Plads.

- Det kinesiske nationalmuseum: Langs østsiden af Den Himmelske Freds Plads, oprindeligt kaldt Museet for Kinas revolutionshistorie.[6]

- Folkeslagenes Kulturpalads: Langs nordsiden af den vestlige del af Chang'an-avenyen.[7]

- Beijing Hovedbanegård: Tegnet af arkitekterne Yang Tingbao og Chen Deng'ao. Som nybygget var den Kinas største moderne passagertogstation.[8][9] Den erstattede den gamle jernbanestationen, som lå i kvarteret Qianmen nær Den Himmelske Freds Plads, der blev anlagt i 1901.[10]

- Beijing Arbejderstadion: Ligger i bydistriktet Chaoyang.[11]

- Den Nationale Landbrugsudstillingshal: Planlægningen skete under direkte tilsyn fra statsminister Zhou Enlai.[12]

- Statens gæstehus Diaoyutai: Hotellet og gæstehuset blev bygget i en 800 år gammel park, som blev anlagt under Jin-dynastiet.[13][14] Det blev reserveret til besøg af fornemme gæster og ledende partifolk, som for eksempel (Maos hustru Jiang Qing).

- Minzuhotellet: På den vestlige side af Chang'an-avenuen. Det har huset mange udenlandske delegationer til Folkerepublikken og benyttes ofte til pressekonferencer.[15]

- Overseas Chinese Hotel: Denne bygningen blev revet ned i 1990-erne[16] og erstattet af et nyt stort hotel[17]

- Det Kinesiske Folks Militærmuseum: Ligger på Fuxinggaden og har hovedfokus på krige i 1900-tallet.[18] Hovedbygningen er på syv etager med et højt, centralt tårn og to fireetagers sidefløje.[19]

## Det kunstneriske program
Udsmykningsprogrammet, som løb parallelt med byggeriet, var også af enormt omfang. Der blev udført 345 malerier, murdekorationer og statuer for de nye bygninger. Mange havde deres udtryk fra traditionel kinesisk malerkunst, andre var i socialrealistisk stil. Folkets Store Hal fik meget af opmærksomheden, og det kunstneriske midtpunkt blev malerne Fu Baoshis og Guan Shanyues store maleri i indgangspartiet, kaldet Dette land så rigt på skønhed. Det er et af Kinas største malerier på papir, med målene 5,5 gange 9 meter. Maleriet var baseret på digtet Ode til sneen af Mao Zedong, og der indgår en transskription af Maos kalligrafi af titlen.